# Pseudohyaleucerea sanguiceps
Pseudohyaleucerea sanguiceps är en fjärilsart som beskrevs av George Francis Hampson 1898. Pseudohyaleucerea sanguiceps ingår i släktet Pseudohyaleucerea och familjen björnspinnare. Inga underarter finns listade.